# Pitis de Palembang
El pitis de Palembang (también escrito pitjis) fue una moneda emitida por el Sultanato de Palembang desde el siglo XVII hasta 1825, cuando el sultanato se disolvió y su territorio fue asumido por el gobierno colonial de las Indias Orientales Neerlandesas. La moneda consistía en monedas de aleación de estaño de baja denominación que se comercializaban principalmente al por mayor. Debido a la falta de una casa de moneda centralizada, las pitis a menudo tenían una fabricación inconsistente y con frecuencia eran falsificadas.

## Historia

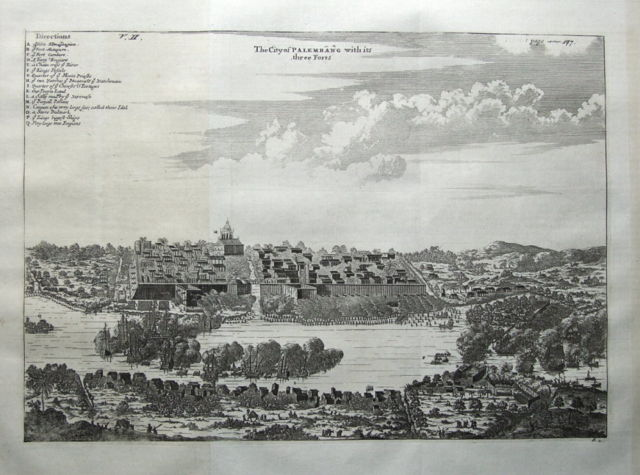
Ciudad amurallada de Palembang alrededor de 1659.

Palembang, al igual que Banten, se había convertido en un sultanato independiente cuando el sultanato de Demak decayó tras la muerte del sultán Trenggana en 1546. A partir de entonces, entre las décadas de 1560 y 1620, Palembang se convirtió en un participante activo en el comercio de dos productos clave de la región: la pimienta y el estaño. Durante el curso de este comercio, en Palembang circularon monedas de varios sultanatos locales, a saber, Banten, Siak, Kampar y Jambi, además de monedas chinas en efectivo que ya circulaban en el archipiélago . Las primeras monedas de Palembang datan de este período, que eran una imitación en hojalata del dinero en efectivo chino con caracteres chinos que fonéticamente traducían " pangeran " o "sultan" en panglân (邦闌) y sútan (史丹) respectivamente, fechados entre 1600 y 1658. A esto le siguió una edición con una inscripción árabe jawi que decía ' alamat sulṭan (علامت سلطان), fechada entre 1658 y 1710. La segunda mitad del siglo XVII vio un monopolio creciente de la Compañía Neerlandesa de las Indias Orientales (VOC) en el comercio de pimienta y estaño. Esto socavó gravemente la red comercial regional y socavó la prosperidad de los sultanatos locales. Las monedas locales empezaron a escasear en Palembang, con la excepción de las monedas acuñadas en el propio Palembang. Además de los pitis, a principios del siglo XVIII también se lanzó el VOC duiten y el dólar español, que también circulaban en Palembang.
Alrededor de 1710, se descubrieron depósitos de estaño en la isla de Bangka, que en ese momento formaba parte del sultanato de Palembang. El descubrimiento dio lugar a un excedente de estaño que el sultanato comercializaba en forma de lingotes y proporcionaba materiales para acuñación de monedas de baja denominación en grandes cantidades. Las monedas del sultanato de Palembang del siglo XVIII constaban de dos series de monedas separadas. La primera son las monedas de tamaño pequeño del sultán con inscripciones jawi, y la segunda son las monedas de mayor tamaño con inscripciones chinas. Se cree comúnmente que las monedas de estilo chino, que fueron acuñadas para las comunidades mineras chinas en Bangka, solo circulan en Bangka. Sin embargo, Bangka en ese momento tenía estrechos vínculos con la administración de la ciudad de Palembang y parece que también se acuñaron monedas de estilo chino en la ciudad. Es muy probable que las monedas de estilo chino circularan al lado de las monedas del sultán en las zonas centrales de Palembang.
En 1812, Palembang perdió su fuente de estaño cuando las fuerzas británicas ocuparon la isla Bangka. La isla pasó a convertirse en una posesión holandesa nominal después del Tratado angloholandés de 1814 y fue entregada formalmente a los holandeses en 1816. Alrededor de la década de 1820, el sultán Mahmud Badaruddin II se levantó contra los holandeses y fue derrotado por el general holandés Hendrik Merkus de Kock en 1821. Los holandeses despojaron a Mahmud de sus poderes y lo exiliaron a Ternate ese mismo año. En 1825, los holandeses tomaron Palembang bajo administración directa holandesa. La última pitis de Palembang fechada fue de 1804 y presumiblemente cesó la producción en 1825.

## Fabricación
La producción de monedas de Palembang había sido bastante limitada antes de 1710, pero el excedente de estaño amplió la acuñación del estado. Las pitis se fundieron de la misma manera que las monedas chinas cash: primero se fundió estaño fundido en moldes que dieron como resultado los "árboles de monedas". Luego, las monedas individuales se rompieron y pulieron para redondear los bordes, aunque en las pitis de Palembang se ven comúnmente restos de tallo debido a un pulido deficiente. Finalmente, se utiliza un dado para acuñar la moneda con la inscripción correspondiente.
Las monedas oficiales emitidas por el sultán formaban sólo una parte del total de las monedas que circulaban en Palembang, ya que la fabricación de monedas falsas se convirtió en una industria importante. Casi cualquier persona que tuviera acceso al suministro de estaño de Palembang durante el período de excedente de estaño podría haber fabricado monedas falsificadas. Hay informes de severos castigos contra los falsificadores, pero como la calidad de las pitis oficiales a menudo era inconsistente debido a la falta de fabricación centralizada, puede ser difícil determinar si una muestra en particular es oficial o no autorizada. Las inconsistencias comunes incluyen el tamaño, el peso y las inscripciones (que eran especialmente propensas a deformarse en los primeros tipos).

## Tipos
Toda la moneda de Palembang pitis consistía en monedas hechas de una aleación de estaño y plomo, excepto una única emisión de cobre. Cada tipo contiene una inscripción en el anverso con el reverso en blanco. La mayoría contiene la frase árabe في بلد ڤلمبڠ fi bilad Palembang ("en la tierra de Palembang") traducida en escritura jawi, y algunos incluyen el año de acuñación usando el año de la Héigra o Anno Hegirae (AH). Las monedas se podían dividir en dos categorías: monedas sin agujero llamadas pitis buntu y monedas con un agujero llamadas pitis teboh, que incluían imitaciones de efectivo chino. Sin tener en cuenta las variantes, algunos de los tipos conocidos producidos por la casa de moneda oficial de Palembang son los siguientes:

### Pitis Buntu
| Inscripción               | Inscripción                             | Año de acuñación | Año de acuñación                | Imagen | Sultán reinante                                                                                 |
| Jawi                      | romanización                            | AH               | CE                              | Imagen | Sultán reinante                                                                                 |
| ------------------------- | --------------------------------------- | ---------------- | ------------------------------- | ------ | ----------------------------------------------------------------------------------------------- |
| ڤلمبڠ ?                   | Palembang                               | –                | (alrededor de 1750 o 1812-1816) |        | - Mahmud Badaruddin I Jayo Wikramo (1724-1757), o - Mahmud Badaruddin II (1804–1813, 1818–1821) |
| السلطان في بلد ڤلمبڠ ؁١١٩٣ | al-Sultan fi bilad Palembang sanat 1193 | 1193             | 1779/80                         |        | Muhammad Bahauddin (1776–1803)                                                                  |

### Pitis Teboh
| Inscripción                        | Inscripción                                         | Año de acuñación | Año de acuñación  | Imagen | Sultán reinante                                                                             |
| Jawi                               | romanización                                        | AH               | CE                | Imagen | Sultán reinante                                                                             |
| ---------------------------------- | --------------------------------------------------- | ---------------- | ----------------- | ------ | ------------------------------------------------------------------------------------------- |
| 邦闌㒷宝                           | bānglán xīngbǎo (mandarín) panglân hengpó (Hokkien) | –                | (hacia 1600-1658) |        | - Pangeran Madi Angsoko (1595-1629), hasta - Sri Susuhunan Abdurrahman (1659-1706)          |
| 史丹利寶                           | shǐdān lìbǎo (mandarín) sútan līpó (Hokkien)        | –                | (hacia 1600-1658) |        | - Pangeran Madi Angsoko (1595-1629), hasta - Sri Susuhunan Abdurrahman (1659-1706)          |
| علامت سلطان                        | 'alamat Sulṭan                                      | –                | (hacia 1658-1710) |        | - Sri Susuhunan Abdurrahman (1659-1706), hasta - Muhammad Mansyur Jayo Ing Lago (1706-1718) |
| ضرب في بلد ڤلمبڠ دار السلام        | ḍarb fi bilad Palembang dar al-salam                | –                | (hacia 1710-1778) |        | - Muhammad Mansyur Jayo Ing Lago (1706-1718), hasta - Muhammad Bahauddin (1776–1803)        |
| علامت في بلد ڤلمبڠ دار السلام ؁١١٦٢ | 'alamat fi bilad Palembang dar al-salam sanat 1162  | 1162             | 1749/50           |        | Mahmud Badaruddin I Jayo Wikramo (1724-1757)                                                |
| هذا فلوس في بلد ڤلمبڠ ؁١١٩٨         | hadha fulus fi bilad Palembang sanat 1198           | 1198             | 1783/84           |        | Muhammad Bahauddin (1776–1803)                                                              |
| السلطان في بلد ڤلمبڠ ؁              | al-Sulṭan fi bilad Palembang sanat (fecha)          | 1200-1204        | 1785-1789/90      |        | Muhammad Bahauddin (1776–1803)                                                              |
| مصروف في بلد ڤلمبڠ ١٢١٩            | maṣruf fi bilad Palembang 1219                      | 1219             | 1804/5            |        | Mahmud Badaruddin II (1804–1813, 1818–1821)                                                 |

## Tipo de cambio
El pitis de Palembang sirvió como moneda de baja denominación, valorada e intercambiada en grandes cantidades con el VOC duiten y el dólar español. Buntu y teboh valían lo mismo y sólo se diferenciaban en las unidades de su grupo. Los Pitis buntu se agruparon en paquetes envueltos en hojas. Un paquete con 250 piezas se conoce como kupat (كوفات) y tiene el valor de un kejer equivalente a 20 duiten y1⁄16 dólares. Los pitis teboh se agrupaban en cuerdas con un trozo de ratán o cordel, similar al dinero en efectivo chino. Una cuerda con 500 piezas se conoce como cucuk (چوچق) que tiene el valor de un tali equivalente a dos kejer . Las unidades de valor conocidas y su tipo de cambio se muestran a continuación.
| Pitis de Palembang | Pitis de Palembang | Pitis de Palembang     | Pitis de Palembang | COV duiten | dólar español |
| Unidad             | Unidad             | Equivalencia           | # piezas           | COV duiten | dólar español |
| ------------------ | ------------------ | ---------------------- | ------------------ | ---------- | ------------- |
| ريال               | real               | 2 jampel               | 4000               | 320        | 1             |
| جمفل               | jampel             | 2 sukus                | 2000               | 160        | 1/2           |
| سوكو               | suku               | 2 talis                | 1000               | 80         | 1/4           |
| تالي               | tali               | 2 Kejer                | 500                | 40         | 1/8           |
| كجر                | kjer               | (1 kupat o1⁄2 cucuk)   | 250                | 20         | 1/16          |
| -                  | -                  | (1⁄2 kupat o1⁄4 cucuk) | 125                | 10         | 1/32          |